# Samunge
Samunge ist ein Verwaltungsbezirk (Ward) des Distrikts Ngorongoro in der tansanischen Region Arusha.

## Geografie
Samunge liegt im Norden von Tansania etwa 170 Kilometer Luftlinie nordwestlich von Arusha, 40 Kilometer westlich vom Natronsee und 20 Kilometer von der Grenze zu Kenia entfernt. Das Gebiet ist gebirgig, der tiefste Punkt am Fluss Samunge liegt rund 1300 Meter über dem Meer, die Berge im Westen und im Norden erreichen Höhen von über 2000 Metern.
Der Bezirk grenzt im Nordosten an Kirangi, im Osten an Digodigo, im Süden an Sale, im Südwesten an Maalon und im Nordwesten an Oloirien.
Das Gebiet ist 156 Quadratkilometer groß und bei der Volkszählung 2022 lebten hier 10.230 Menschen in 2067 Haushalten.

## Gliederung
Samunge besteht aus vier Gemeinden (Mtaa) mit elf Orten (Kitongoji):
| Samunge - Rela - Samunge - Hahara - Mijiti | Mugongo - Mugongo - Mageri - Lukerene | Yasimdito - Eyasi - Eyasi - Bwelo | Mageri - Mageri |

## Wirtschaft und Infrastruktur
- Gesundheit: In Samunge befindet sich eine staatliche Apotheke.[7]
- Bildung: Die Samunge Secondary School ist eine staatliche weiterführende Schule, die Burschen und Mädchen bis zur 4. Stufe ausbildet.[8]